# Скелетоны (йогурт)
«Скелетоны» — торговая марка российского йогурта (а позднее целого комплекта молочных продуктов) производства компании «Danone», продававшаяся в России в 2004—2008 годах. Несмотря на многочисленную рекламу, большое финансирование, оригинальность и популярность среди населения, «Скелетоны» стали одной из самых больших коммерческих неудач в истории российского маркетинга.

## Бренд
Йогурт компании «Danone» был направлен на детей от 9 до 14 лет, вышедших из целевого возраста потребителей йогурта «Растишка». «Скелетоны» представляли собой йогурт с конфетами под крышкой, которые можно было смешать вместе, а можно было съесть по отдельности. Эта идея была позаимствована у йогуртов «Принц» и «Покемон» (которые были сняты с продажи ещё раньше). Главными персонажами рекламной кампании «Скелетонов» стала группа из четырёх подростков-скелетов — Диджея, Жорика, Стюли, Басты и их ручной черепахи Ракеты. В рекламных роликах они попадали в ситуации, которые в реальной жизни происходят с простыми подростками. В отличие от йогурта «Растишка», «Скелетоны» обращались напрямую к детям. Скелетированные подростки подчёркивали цель йогурта (укрепление костей тех, кто его ест), а слоганом продукта является фраза: «Позаботьтесь, дети, о своём скелете!».
Йогурт был запущен в продажу осенью 2004 года и сразу стал довольно популярным, обогнав по продажам йогурт «Растишка». Следом за йогуртом появились глазированные сырки, питьевые йогурты, творожки с кусочками желе и другие продукты. Персонажи «Скелетонов» стали появляться на кэпсах и наклейках с текстовыми обращениями (один из них — «У меня зазвонил телефон, кто говорит? Скелетон!»). По мотивам этих продуктов были созданы игры для мобильных телефонов («DJ: Улетный скейт», «Сокровища Басты» и «Переполох в холодильнике»), а также одна компьютерная игра («Скелетоны. Похищение ракеты»).

### Проблемы продаж
Однако со временем у «Скелетонов» начались проблемы. По словам программы «Вести», многие родители утверждали, что скелетированные персонажи пугают их детей, а сама продукция «Скелетонов» напоминает бутылки с ядом. Было несколько обращений в суд и экспертиз, а к протестам против йогурта присоединились РПЦ и НТВ. В итоге экспертная комиссия по этике социальной рекламы и социально-значимой информации по СЗФО признала образ «Скелетонов» вредным и травмирующим детскую психику.
Чтобы решить эту проблему, Danone пришлось выпустить несколько реклам для родителей, объясняющих основную концепцию и доказывающих наличие полезных веществ.
На фоне обвинений популярность бренда упала, но йогурт всё ещё покупали. Осенью 2008 года «Danone» убрал «Скелетонов» с российских продаж, так как большинство потребителей привлекала концепция Скелетонов, а не сама продукция. Таким образом, бренд «Скелетоны» стал одной из крупнейших коммерческих неудач в истории маркетинга в России.

### Сейчас
В Чехии и Словакии компания Danone выпустила похожий йогурт под названием «Kostici», ещё до закрытия Скелетонов. Концепция главных персонажей рекламы этого йогурта была незначительно изменена, чтобы избежать аналогичного маркетингового провала.